# Zīlet
Zīlet (persiska: زِليت, زِلِت, Zelīt, زیلت) är en ort i Iran.   Den ligger i provinsen Mazandaran, i den norra delen av landet, 160 km nordost om huvudstaden Teheran. Zīlet ligger 10 meter över havet och antalet invånare är 557.
Terrängen runt Zīlet är platt, och sluttar norrut. Runt Zīlet är det ganska glesbefolkat, med 36 invånare per kvadratkilometer. Närmaste större samhälle är Sari, 17,7 km öster om Zīlet. Trakten runt Zīlet består till största delen av jordbruksmark.